# Villar del Rey
Villar del Rey község Spanyolországban, Badajoz tartományban. Villar del Rey Alburquerque és Badajoz községekkel határos. Lakosainak száma 2080 fő (2024).

## Népesség
A település népessége az utóbbi években az alábbiak szerint változott:
| Lakosok száma | 2328 | 2290 | 2517 | 2386 | 2374 | 2301 | 2241 | 2117 | 2103 | 2080 |
|               | 2001 | 2004 | 2006 | 2009 | 2011 | 2014 | 2016 | 2019 | 2021 | 2024 |